# Les Angles (Gard)
Les Angles is een gemeente in het Franse departement Gard (regio Occitanie). De plaats maakt deel uit van het arrondissement Nîmes. Les Angles telde op 1 januari 2022 8.694 inwoners.

## Geografie
De oppervlakte van Les Angles bedroeg op 1 januari 2022 17,64 vierkante kilometer; de bevolkingsdichtheid was toen 492,9 inwoners per km².

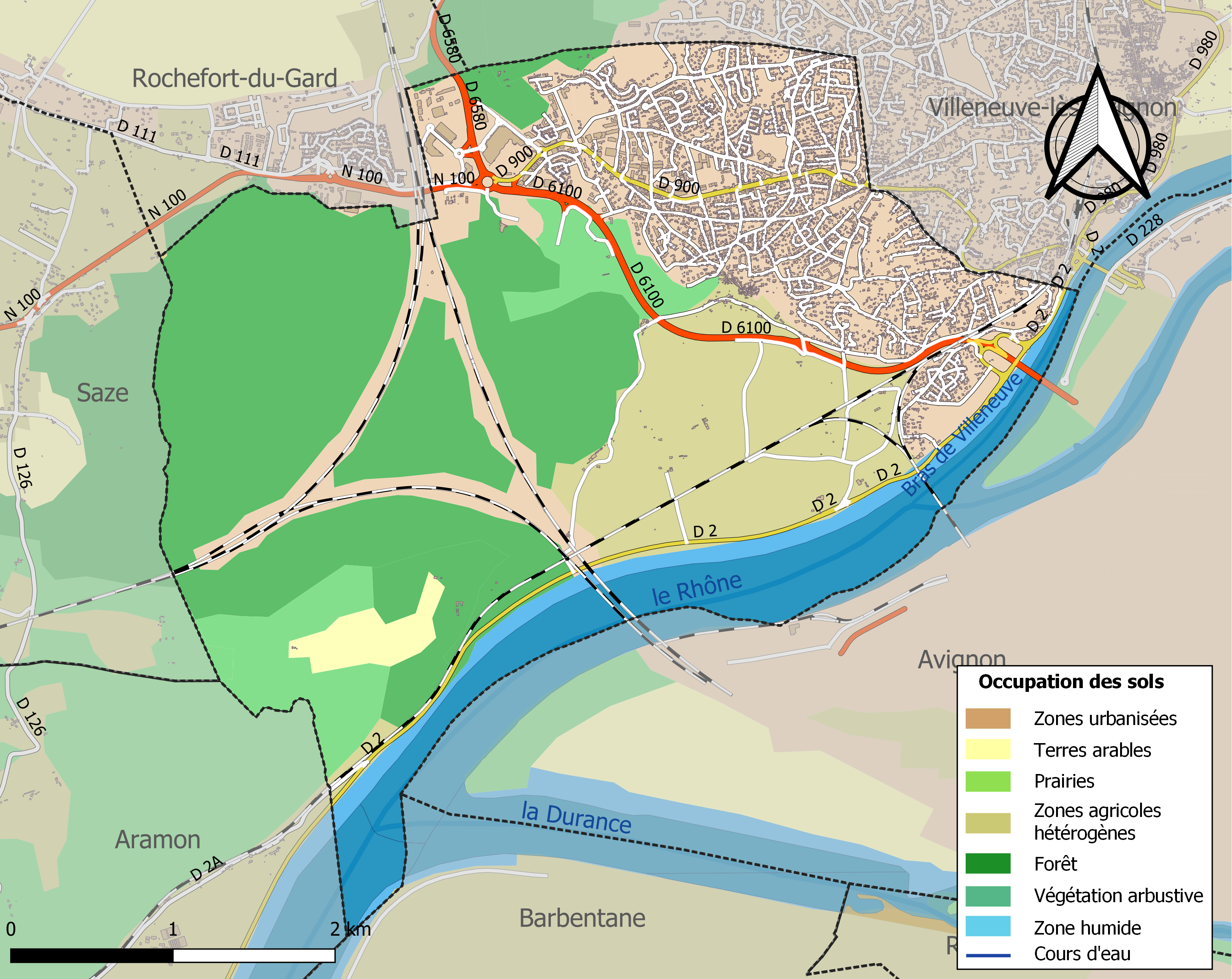
Kaart van de gemeente met belangrijkste infrastructuur, bodemgebruik en omliggende gemeenten

## Demografie
Onderstaande figuur toont het verloop van het inwonertal (bron: INSEE-tellingen).